# Thelepus marenzelleri
Thelepus marenzelleri är en ringmaskart som beskrevs av McIntosh 1885. Thelepus marenzelleri ingår i släktet Thelepus och familjen Terebellidae. Inga underarter finns listade i Catalogue of Life.